# José Luis Arrese

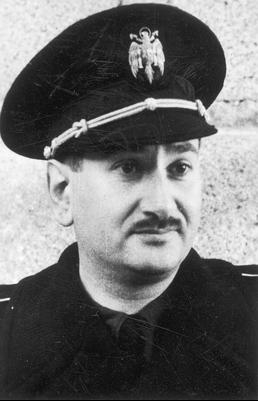
José Luis de Arrese Magra

José Luis de Arrese Magra (Bilbao, 15 april 1905 - Corella, 6 april 1986) was een Spaans falangistische politicus.

## Biografie
De Bask Arrese volgde een opleiding tot architect in Madrid en engageerde zich tijdens zijn studie voor de katholieke studentenvereniging, onder meer als vicevoorzitter en als voorzitter van de brancheafdeling voor architectuurstudenten. Na zijn studie was hij werkzaam als architect. Daarnaast was hij oprichter van de anticommunistische katholieke bond voor arbeiders.
Hoewel afkomstig uit een traditioneel carlistische familie, sloot hij zich aan bij de Falange Española. Hij deed het altijd voorkomen alsof hij vanaf het eerste ogenblik deel uitmaakte van de Falange, maar in werkelijkheid trad hij pas in februari 1936 toe tot de Falange. Hij trouwde met Maria Teresa Sáenz de Heredia, de nicht van Falange-oprichter en jefe José Antonio Primo de Rivera. Arrese behoorde tot de kring rondom Primo de Rivera en gold als een van diens vrienden.
Bij het uitbreken van de Spaanse Burgeroorlog in juli 1936 bevond hij zich in Madrid, in de republikeinse zone. Hij zocht zijn toevlucht in de Noorse ambassade en wist met hulp van anderen in het geheim de nationalistische zone te bereiken. Hij schaarde zich na de dood van Primo de Rivera - die in november 1936 was geëxecuteerd door de nationalisten - achter diens opvolger, Manuel Hedilla. Hedilla was door Primo de Rivera zelf aangewezen als diens legitieme opvolger. Generaal Francisco Franco, de leider van de nationalisten was weinig ingenomen met de revolutionaire Hedilla en diens medewerkers en liet Hedilla, Arrese en andere falangisten arresteren en opsluiten. Met hulp van Ramón Serrano Suñer, de zwager van Franco, kwam Arrese weer vrij en in het najaar van 1939 benoemde Franco hem tot civiel gouverneur van Malaga. Dankzij zijn kordaat optreden wist hij de hongersnood onder de bevolking van Malaga te beperken. Hij verwierf hierdoor een zekere mate van populariteit.
Na een kabinetscrisis in mei 1941 benoemde Franco Arrese tot secretaris-generaal van de FET y de las JONS (falangistische partij) met de rang van minister. In deze functie publiceerde hij een rapport waarin hij een nationaal-syndicalistische revolutie bepleitte. Het rapport werd evenwel nooit uitgevoerd. Arrese was een bewonderaar van het fascistische Italië van Benito Mussolini en het nationaalsocialistische Duitsland van Adolf Hitler en bepleitte deelname van Spanje aan de Tweede Wereldoorlog aan de zijde van de As-mogendheden. Franco was echter terughoudend en koos ervoor om Spanje buiten de oorlog te houden ofschoon zijn persoonlijke sympathieën, evenals die van Arrese, duidelijk bij de As-mogendheden lagen. Na de nederlaag van Duitsland bij Stalingrad werd Arrese wat voorzichtiger in zijn steun voor de As-mogendheden.

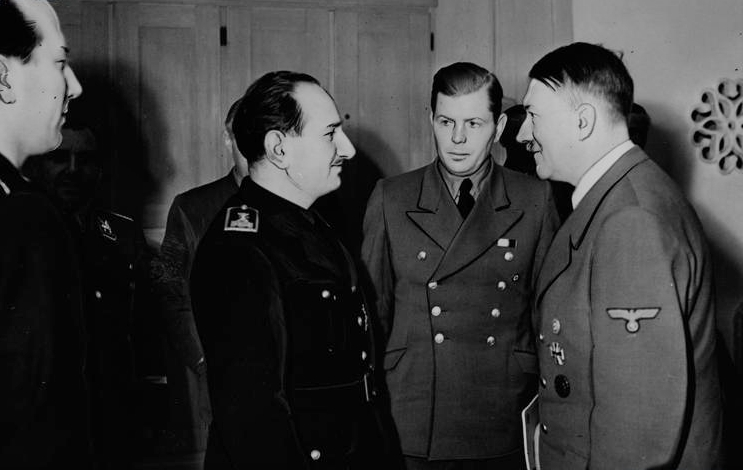
Ontvangst door Adolf Hitler. Links met snor - tegenover Hitler -, José Luis Arrese

In februari 1943 bezocht hij als leider van een delegatie van falangisten Berlijn en had op 23 februari een ontmoeting met Adolf Hitler.
De nederlaag van Duitsland in mei 1945 maakte een voorlopig einde aan de carrière van Arrese: bij een kabinetsherschikking in de zomer van 1945 verloor hij zijn ministerspost en het hierna gelieerde secretarisschap van de FET y de las JONS.
Na wat jaren in de luwte, benoemde Franco hem in februari 1956 na een politieke crisis opnieuw tot minister-secretaris-generaal van de FET y de las JONS. Hij volgde hiermee Raimundo Fernández-Cuesta op die sinds 1945 secretaris-generaal van de Falange was geweest. Aanvankelijk gesteund door Franco trachtte Arrese de invloed van de Falange te vergroten. Hiervoor stelde hij een concept-grondwet op. Hij wilde een sterke eenpartijstaat vestigen en hoopte dat het onderwijs gedomineerd zou worden door falangisten. Conservatieve leden van de regering van Franco en ook de Rooms-Katholieke Kerk voelden hier echter niets voor. Franco onthief Arrese van zijn ministerspost en de concept-grondwet verdween in de prullenbak (februari 1957). Hij werd echter vrijwel direct opgenomen in de nieuwe regering, nu als minister voor Volkshuisvesting. Hij probeerde in die functie de situatie voor de bewoners van de sloppenwijken in de grote steden te verbeteren door met een ambitieus plan te komen om nieuwe woningen te bouwen. Hij werd echter in de uitvoering van zijn plannen getraineerd en in 1960 nam hij ontslag.
Als lid van de Cortes en de Raad van de Bestuur van de FET y de las JONS bleef hij op de achtergrond nog invloed uitoefenen.
José Luis Arrese overleed op 80-jarige leeftijd in Corella. Gedurende zijn leven publiceerde hij diverse werken op het gebied van politiek, kunst en architectuur.